# Родькино (Смоленская область)
Родькино — деревня в Руднянском районе Смоленской области России. Входит в состав Понизовского сельского поселения. Население — 2 жителя (2007 год). 
Расположена в западной части области в 31 км к северо-западу от Рудни, в 33 км западнее автодороги Р133 Смоленск — Невель, на берегу реки Балазна. В 32 км юго-восточнее деревни расположена железнодорожная станция Рудня на линии Смоленск — Витебск. 

## История
В годы Великой Отечественной войны деревня была оккупирована гитлеровскими войсками в июле 1941 года, освобождена в октябре 1943 года.